# Bartolomeo Ferrari (mathématicien)
Pour les articles homonymes, voir Ferrari.
Bartolomeo Ferrari, né le 5 juin 1747 à Milan et mort dans cette même ville le 19 mai 1820, est un religieux barnabite, mathématicien, physicien et ingénieur italien.

## Publications
- Dissertazioni idrauliche, vol. 1, Milan, Giuseppe Galeazzi, 1793 (lire en ligne).
- Dissertazioni idrauliche, vol. 2, Milan, Giuseppe Galeazzi, 1797 (lire en ligne).
- Dissertazioni idrauliche, vol. 3, Milan, Giuseppe Galeazzi, 1811 (lire en ligne).